# Estadio Universitario de Lisboa
El Estadio Universitario de Lisboa (en portugués: Estádio Universitário de Lisboa) es un estadio de usos múltiples en la ciudad de Lisboa, la capital de Portugal. Se utiliza como el estadio  donde se disputan los partidos del equipo nacional de rugby de Portugal. La capacidad del estadio es de 8.000 espectadores. También fue sede del Campeonato Mundial Juvenil de Atletismo de 1994.
El Espacio funciona como un servicio autónomo integrado en la nueva Universidad de Lisboa que resultó de la fusión de la Universidad de Lisboa con la Universidad Técnica de Lisboa en 2013.
| Predecesor: Estadio Olímpico de Seúl Seúl 1992 | Sede del Campeonato Mundial de Atletismo Sub-20 Lisboa 1994 | Sucesor: Sydney International Athletic Centre Sídney 1996 |